# Forsager
En forsager er en bombe eller granat, der ved nedslaget ikke er detoneret. Den bliver også kaldet en blindgænger eller i militært fagsprog ueksploderet ammunition eller UXO (UneXploded Ordnance). Ordet synes under 2. verdenskrig at være indkommet i det danske sprog fra tysk (versagen, at svigte).
Faren ved forsagere er deres ustabilitet; man ved ikke om de virkelig er 'døde' eller om de detonerer ved bare små rystelser eller måske går af af sig selv efter lidt tid. Denne usikkerhed udnyttes militært ved at udstyre bomber med forsinkede brandrør, så eksplosionen med vilje forsinkes til nogle minutter eller timer efter nedslaget. Dette vanskeliggør redning og oprydning i bombezoner, og gør arbejdet særdeles farligt for EOD-personel.
Uheldige konstruktioner skabte tidligere de fleste forsagere. En version af engelske 500-pundsbomber fra 2. verdenskrig havde brandrøret i halen, og ved nedslag i jord blev halen ofte revet af, så brandrøret ikke kunne detonere bomben. Det blev englænderne først opmærksomme på noget senere i krigen. I nutidens ammunition er der gjort meget for at forhindre forsagere.

## Aktuelle problemer
De mest omdiskuterede tilfælde i nutiden er ueksploderede bombletter fra klyngebomber. Klyngebomber har været anvendt i mange år, og er stadig meget benyttet af især USA, som blandt andet kastede dem over Afghanistan i 2001 og 2002. De enkelte bombletter er på størrelse med en stor konservesdåse og malet gul, tilsyneladende for at gøre opmærksom på faren, men ved et meget uheldigt sammentræf havde de nedkastede nødrationsposer til civilbefolkningen samme gule farve.[kilde mangler]
Ueksploderet ammunition er fortsat et meget stort problem i Indokina (Vietnam, Laos og Cambodja) som følge af de amerikanske bombetogter under Den Anden Indokinesiske Krig (ofte omtalt som Vietnamkrigen).